# Giulio Cesare Vanini
Lucilio Vanini (1585 – 9 de febrer de 1619) va ser un lliurepensador italià, que en els seus treballs signava com a Giulio Cesare Vanini.

## Biografia
Va néixer en Taurisano, prop de Lecce, i va estudiar filosofia i teologia a Roma. Després de tornar a Lecce es va centrar en estudiar física -principalment medicina i astronomia-, matèria que es va posar de moda amb el Renaixement. Igual que Giordano Bruno, va dirigir els seus atacs cap a l'Escolàstica. Vanini s'assemblava a Bruno no solament en la seua vida errant, sinó també en les seues idees anticristianes.
De Nàpols va anar a Pàdua, on va entrar sota la influència de l'alexandrista Pomponazzi. A Pàdua va estudiar dret, i va ser ordenat sacerdot. Posteriorment es va moure per França, Suïssa i els Països Baixos, vivint d'impartir classes, realitzant escrits per a uns altres i difonent punts de vista anticristians. En 1612 es va veure obligat a fugir de Lió a Anglaterra, però a Londres va ser arrestat durant 49 dies després de ser sospitós de vendre un llibre - on va canviar diverses paraules d'una obra jurídica-medieval i la va fer passar com a seu - a un jurista francès, utilitzant el nom de Ludovico Martinus.

De tornada a Itàlia, va fer un intent d'impartir les seues lliçons a Gènova, però va ser expulsat de nou a França, on va tractar d'allunyar les sospites publicant un llibre contra l'ateisme, Amphitheatrum Aeternae Providentiae Diví-Magicum (1615). Encara que la seua definició de Déu és un poc panteista, el llibre va servir per al seu propòsit immediat. L'autor va exposar les seues noves teories en la seua segona obra, De Admirandis Naturae Reginae Deaeque Mortalium Arcanis (París, 1616), la qual, originalment aprovada per dos doctors de la Sorbona, va ser després reexaminada i condemnada per revelar algunes cites de textos privats de l'església catòlica.

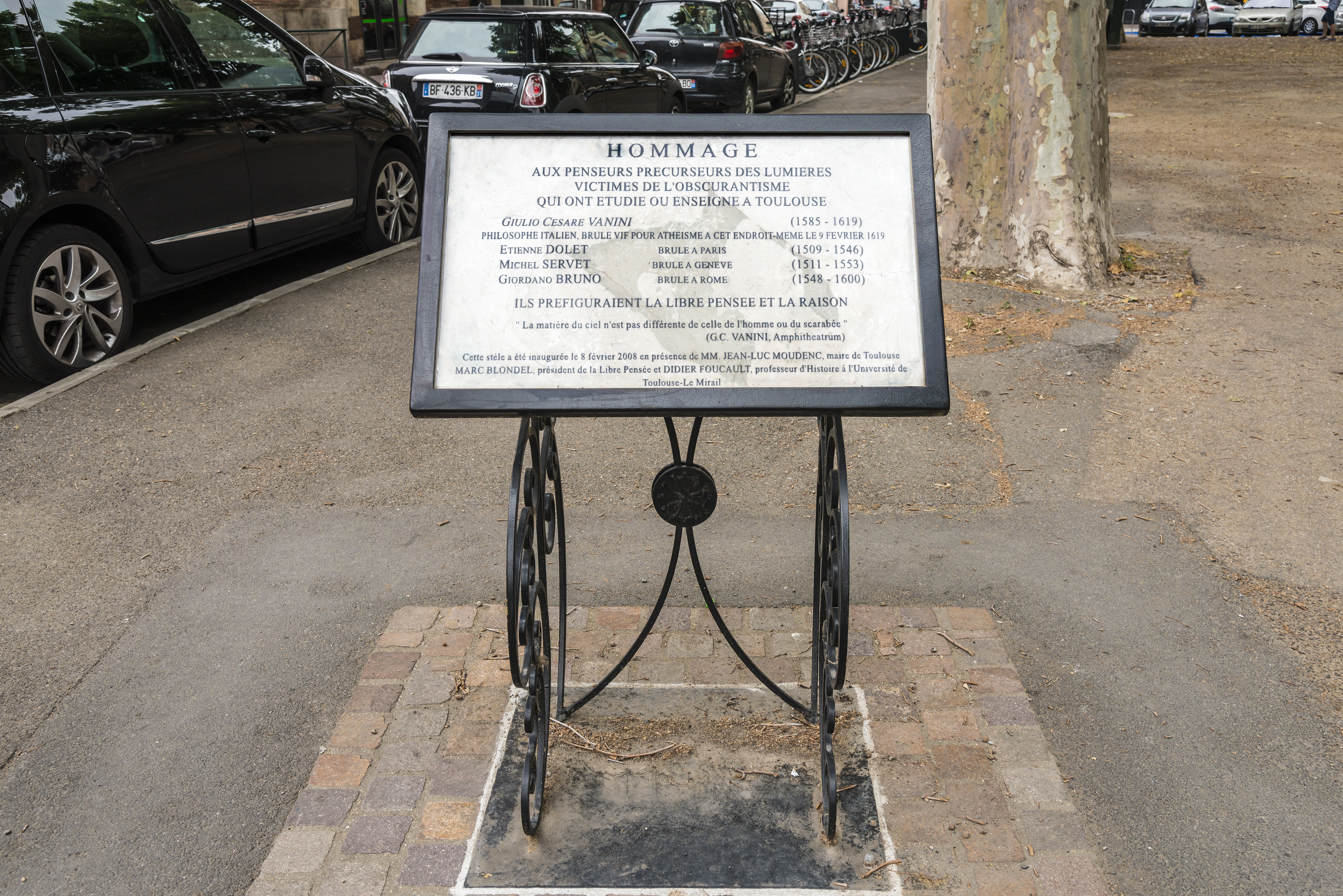
Homenatge a Giulio Cesare Vanini en el lloc de la seua mort.

Posteriorment, Vanini va deixar París, on havia estat treballant de capellà del mariscal de Bassompierre, i va començar a ensenyar a Tolosa de Llenguadoc sota el fals nom de Pomponio Uciglio. El novembre de 1618 va ser arrestat i va començar a descalcificar-se, la qual cosa va fer que perdés gran part de la seua dentadura. Després d'un llarg judici efectuat pel parlament de Tolosa de Llenguadoc, no per la Inquisició, va ser declarat culpable de blasfèmia, impietat, ateisme, bruixeria i corrupció de costums i condemnat al fet que se li tallés la llengua i a ser escanyat i cremat en la foguera el 9 de febrer de 1619 a la plaça de Salin.